# Crambus tenuis
Crambus tenuis là một loài bướm đêm trong họ Crambidae.